# Coasta Mare (okręg Vâlcea)
Coasta Mare – wieś w Rumunii, w okręgu Vâlcea, w gminie Bunești. W 2011 roku liczyła 60 mieszkańców.